# Javier López Rodríguez
Javier López (Turbo, Antioquia, Colombia; 30 de octubre de 1988) es un exfutbolista colombiano. Jugaba como defensa y se retiró en el Cúcuta Deportivo de Colombia.

## Clubes
| Club                   | País                | Año                 | Partidos | Goles' |
| ---------------------- | ------------------- | ------------------- | -------- | ------ |
| Independiente Medellín | Colombia            | 2007                | 9        | 0      |
| Girardot F. C.         | Colombia            | 2008                | 10       | 0      |
| Águilas Doradas        | Colombia            | 2008 - 2016         | 255      | 11     |
| Santa Fe               | Colombia            | 2016 - 2018         | 92       | 4      |
| Cúcuta Deportivo       | Colombia            | 2019 - 2020         | 36       | 1      |
| Total en su Carrera    | Total en su Carrera | Total en su Carrera | 402      | 16     |

## Palmarés

### Campeonatos nacionales
| Título                | Club     | País     | Año  |
| --------------------- | -------- | -------- | ---- |
| Torneo Finalización   | Santa Fe | Colombia | 2016 |
| Superliga de Colombia | Santa Fe | Colombia | 2017 |

### Campeonatos internacionales
| Título           | Club     | País           | Año  |
| ---------------- | -------- | -------------- | ---- |
| Copa Suruga Bank | Santa Fe | Kashima, Japón | 2016 |